# 杨村特大桥
杨村特大桥是位于京津城际铁路在北京市通州区永乐店镇至天津市武清区段的一座高架桥，是京津城际第一长桥，位于永乐站和武清站之间。它于2007年竣工并于次年8月投入使用。